# Устивиця

Містечко Устивиця на мапі 1857 року

Усти́виця (до середини XVII ст. також називалось Зигмунтове) — село, що входить до складу Гоголівської територіальної громади Миргородського району Полтавської області України. Населення станом на 2001 рік становило 2150 осіб. Орган місцевого самоврядування — Гоголівська селищна рада.

## Географія
Село Устивиця знаходиться на березі річки Вовнянка, яка через 1 км впадає в річку Псел. Віддаль до селища Велика Багачка — 12 км, найближчі залізничні станції: Матяшівка — за 7 км, Гоголеве — за 6 км, до траси М03 (Київ — Харків) — 30 км.

## Населення

### Мова
Розподіл населення за рідною мовою за даними перепису 2001 року:
| Мова            | Кількість | Відсоток |
| --------------- | --------- | -------- |
| українська      | 2076      | 96.56%   |
| російська       | 3         | 3.30%    |
| румунська       | 1         | 0.05%    |
| інші/не вказали | 1         | 0.09%    |
| Усього          | 2150      | 100%     |

## Історія
Устивиця (Уцтивиця) — це поселення, в якому живуть нащадки українських козаків.
Існує багато версій щодо походження назви села. На думку деяких істориків, вона походить від його розміщення біля гирла (устя) річки Вовнянки. На думку інших вчених, воно було засноване козаком Устимом, на честь якого і було назване. Утім, перша офіційна назва містечка була Зигмунтів (напевно, на честь польського короля Сигізмунда (Зигмунта) ІІІ Вази, за королювання якого закладено цей населений пункт). Утім, уже в середині XVII ст. місцева назва (Уцтивиця) містечка витіснила офіційну (Зигмунтів).
На території сільської ради поблизу с. Грянчихи виявлено раннє слов'янське поселення Черняхівської культури (II—VI століття н. е.).
Перша згадка Зигмунтова датована 1625 р. На карті відомого французького військового інженера Гійома Боплана на місці Устивиці показано село Жигмонтове (Зигмунтове), це свідчило про тривалу тут польську колонізацію. У 1646 році польський магнат Ієремія Вишневецький захопив на Полтавщині багато міст і сіл, в тому числі і село Зигмунтове, яке стало його власністю.
Після визволення Лівобережної України від польсько-шляхетського поневолення відновлено стару назву села — Устивиця. В період полкового устрою Устивиця була сотенним містечком Миргородського полку.
У 1648 році козаки місцевої Устивицької (чи Уцтивицької) сотні Миргородського полку одними з перших підхопили заклик Богдана Хмельницького визволити рідну землю від поневолювачів і стали активними учасниками національно-визвольних змагань 1648-1654 років.
Під час повстання під проводом Мартина Пушкаря проти старшинсько-шляхетської верхівки, яка хотіла відокремити Україну від Росії, татари захопили Устивицю разом з багатьма містами і селами України. У 1658 році село було пограбоване і спалене, багато його мешканців татари захопили в полон.
У 1726 році тут налічувалось 286 дворів посполитих людей. По ревізії 1729 року село значилось як «свободное и за роздачею оставшееся», воно мало 312 дворів.
Мешканці Устивиці козакували навіть після знищення Катериною ІІ Запорозької Січі у 1775 році. Тут діяли три козацькі громади, одна з яких нараховувала понад 750 дворів. До Устивицької козацької громади належали і козацькі хутори Бутів, Гирчин, Гончарі, Марченки, тепер селище Гоголеве, Широка Долина.
Але після запровадження кріпацтва в Україні (грамотами Катерини II) козацька старшина, спираючись на царські власті, закріпачила частину устивицьких селян. Та населення чинило опір. У квітні 1782 року жителі Устивиці і сусіднього села Матяшівки відмовилися виконувати повинності на користь їхнього власника Аврама Гришкова, який належав до козацької старшини. Ця боротьба тривала весь рік. Частина селян втекла на вільні землі, а ті, які залишилися, доводили, що вони козаки, і тому не повинні виконувати повинності на користь Гришкова.
Та закріпачення селян Устивиці продовжувалось. У 1846 році ревізьких душ було вже 308. Решта 1806 чол. вважалась козаками.
Дві визначні події відбулись у духовному і культурному житті села наприкінці XVIII і в першій половині XIX століть. Тут у збіднілій дворянській сім'ї народився і жив український російськомовний письменник В. Т. Наріжний (1780—1825 рр.). Звідси багато вражень виніс він, щоб потім у своїх кращих творах змалювати картини життя дворянсько-кріпосницького суспільства. Звідси пішли герої його творів української тематики, народного побуту («Багатий бідняк», «Запорожець», «Бурсак»), творів, де виразно звучали симпатії до трудящих верств суспільства. До гострої антикріпосницької проблематики Наріжний звернувся в незакінченому романі «Гаркуша..» (1825 р.) про ватажка народного повстання в Україні у 18 столітті. Прототипом одного з героїв роману «Російський Жілблаз» був відомий український філософ і байкар Г. С. Сковорода, притчі якого добре знав письменник.
Друга значна подія в історії цього села — приїзд сюди під час своєї другої подорожі до України у жовтні 1845 року із сусіднього села Мар'янського великого українського поета-революціонера Т. Г. Шевченка, який зупинявся у сільського фельдшера Терещенка. Тарас Шевченко на запрошення предводителя дворянства Миргородського повіту О. А. Лук'яновича поїхав до с. Мар'янське, де мав малювати портрети членів родини поміщика. Літо Шевченко провів у роз'їздах по містечках і селах Полтавщини, виконуючи завдання Київської археографічної комісії. Під час поїздки побував у Решетилівці, Шедієвому на Орелі, Василівці (Хорольського повіту),Старих Санжарах, Устивиці, Ромнах. А на початку липня 1845 він вже був у Полтаві.
Саме в ті дні, спостерігаючи жахливе навколишнє життя знедоленого люду, поет з глибоким болем і співчуттям писав у поемі «Сліпий».
Цікаво, що в тому ж Мар'янському поет написав також закінчення поеми «Єретик» і вірш «Стоїть в селі Суботові».
У 1847 році в Устивиці діяла вже церковно-парафіяльна школа, але навчалось у ній всього 24 учні. Що це була за школа, і як у ній навчали, розповідав колишній її учень: «Учились ми в конюшні у попа… Сидимо на колодах… читаємо: „Єдин бог во святой троице“. Раптом піп вихопить у кого-небудь з рук книжку і звелить відповідати напам'ять. А хоч трохи помилився — лінійкою по щоці. От з такими мордами й ходили».
Напередодні селянської реформи, у 1859 році в селі вже було 754 двори з 4251 жителем, 2 православні церкви, працював селітровий завод, щороку відбувалось три ярмарки. Закріпачене населення займалося землеробством та ремеслами місцевого значення.
Після реформи 1861 року грабування селян продовжувалось. Поміщикам відійшла частина селянської землі, т. зв. «відрізки». Загалом «відрізки» в Устивиці становили понад 35 % селянської землі.
Крім того, за наділи селяни змушені були платити великі гроші, а до прийняття Уставної грамоти — ходити на панщину. Петро Черкас, який мав садибу площею 720 кв. сажнів, а також 2 десятини 1764 кв. сажні польової землі, повинен був відробляти поміщикові влітку 35, а взимку 21 чоловічий робочий день.
На той час, у 1864 році в Устивиці вже містилась волосна управа, якій підпорядковані були населені пункти: Горбані, Грянчиха, Забузи, Злодіївка, Коломийці, Кульбашне, Кутівщина, Ляхи, Макаренки, Маляренки, Мар'янське, Марченки і Суржки.
Наприкінці XIX століття особливо посилилось класове розшарування селян. Так, у 1883 році господарств у селі, що мали тільки садибу, було 106, а таких, які мали садибу та до 2 десятин орної землі, — 90 родин.
У 1885 році колишнє державне і власницьке містечко при річках Псел і Вовнянка мало 780 дворів і 4300 жителів, волосне управління, 2 православні церкви, єврейський молитовний будинок, 7 постоялих дворів, 4 лавки, ринок, проводилось 4 ярмарки на рік, діяли 6 кузень, 20 вітряних млинів, 9 маслобійних, цегельний і селітровий заводи.
За даними подвірного перепису 1900 року Устивицька волость мала 1477 дворів і 9166 десятин орної землі. Десяти поміщикам належало 2042 десятини, тоді як 300 бідняцьких родин зовсім не мали орної землі. 71 господарство мало по 1 десятині, від 1 до 2 десятин мало 171 господарство, від 2 до 3 — 161, а від 3 до 6 — 327 господарств. Близько 200 бідняцьких дворів зовсім не мало худоби, а 267 — мали лише овець або свиней.
Земельний «голод» і злидні змушували багатьох селян іти на далекі заробітки. Близько 70 родин щороку посилали туди своїх робітників. Деяка частина селян виїздила на поселення у східні райони країни.
Малоземелля і матеріальні нестатки, напівголодне життя і культурна відсталість, все це робило становище селян нестерпним. У 1895 році в Устивицькій волості на одного лікаря припадало 20 357 жителів. На кошти сільської громади 1868 року в Устивиці побудовано початкову народну школу, в якій 1906 року працювало 4 вчителі і навчалось 185 учнів. З них закінчило школу лише 25 учнів. За статистичними даними 1883 року, в селі було письменних лише 36 чоловіків і 2 жінки.
Все це викликало гостре незадоволення трудящих, створювало умови для поширення серед них революційних настроїв. У 1904 році в Устивиці з'явились агітатори з Полтави та з інших робітничих центрів. Серед них особливо близьким селянській бідноті став М. М. Пижов (партійне ім'я — «Микола»). На зборах сільських бідняків було обрано комітет, на чолі його стали Андрій Решетинченко, Свирид Лутай, Денис Бакало й інші. Створено також напівлегальну хату-читальню. В селі ширилась нелегальна література, революційні листівки, відозви тощо.
В листопаді 1905 року в селі відбувся великий мітинг, на який прибули також селяни і з навколишніх сіл. На мітингу М. Пижов закликав не платити податків, підтримувати революційні виступи робітників. Тут же співали «Варшав'янку» та інші революційні пісні, а потім з червоним прапором на чолі колони учасники мітингу пройшли вулицями села.
Революційно настроєні селяни Устивиці налагоджували зв'язки з революційним комітетом Великих Сорочинців. Місцеві власті, знаючи настрої селян, на початку грудня 1905 року викликали з Миргорода загін козаків. Дізнавшись про це, селяни виставили на шляхах свої дозори. При наближенні війська в селі вдарили у дзвони. Озброївшись чим попало — мисливськими рушницями, косами, вилами — селяни сходились на сільський майдан. Коли загін увійшов у село, вся громада зібралась і готова була дати відсіч. Козаки змушені були виїхати з села.
Про революційні заворушення в селах Миргородського повіту, в тому числі і в Устивиці, було негайно донесено в Петербург. В донесенні говорилось, що населення В. Сорочинців і Устивиці «під впливом революційної агітації заявило про відмову платити податки і давати новобранців, закрило казенні винні крамниці…».
Після жахливих насильств над повсталими великосорочинськими селянами 19 грудня 1905 року статський радник Філонов з каральним загоном козаків виїхав до Устивиці і 23 грудня 1905 року вчинив нову жорстоку розправу. Зігнавши мешканців села на майдан, він звелів усім стати навколішки, на сніг, побив сільського старосту, писаря й кількох селян, а потім наказав бити всіх підряд нагаями. Озвірілі козаки чинили ганебні насильства над жінками.
Антиурядові виступи селян у 1905 році царські власті придушили, але причини, що піднімали селян на боротьбу, залишились. Найогидніші засоби насильства і терору царських властей лише загострювали ненависть і гнів бідноти, гартували її сили і волю до боротьби з царизмом і поміщиками.
Щодалі більше загострювалась класова диференціація селянства. У 1910 році в Устивиці вже було 930 дворів з 5081 жителем. Переважна більшість їх — малоземельна біднота, 133 чол. працювали наймитами в багатіїв і робітниками в поміщицькій економії.
Тяжке економічне становище трудящих супроводжувалось політичним безправ'ям і культурно-освітньою відсталістю. У 1911—1912 рр. в Устивиці в трьох початкових школах навчалось не більше 200 учнів, переважно дітей заможних батьків.
В перші роки Першої світової війни економіка села ще дуже підупала. Особливо терпіли від матеріальних нестатків бідняки і середняки. Майже всі працездатні чоловіки були мобілізовані до армії, у селян забирали коні на воєнні потреби. Зменшувались посіви зернових культур, у більшості селян не вистачало хліба до нового врожаю. Ненависть до царизму, який привів країну до катастрофи, наростала з кожним днем.
Про перемогу Лютневої революції 1917 року чутки дійшли до Устивиці тільки в березні. Про це повідомили солдати, які прибули на станцію Гоголеве. Селяни познімали царські герби зі школи, управи й аптеки.
У січні 1918 року в селі розпочалась радянська окупація. У березні 1918 року село звільнили німецькі війська. З прошарку заможних селян створилась націоналістична спілка «хліборобів-власників». На зміну німецьким військам і гетьманцям прийшла влада УНР. Проте на початку 1919 року село було окуповане більшовиками.
27 липня 1919 року с. Устивицю захопили денікінці. У січні 1920 року в Устивиці відновилася радянська окупація.
У 1920—1921 роках були напади повстанців на радянських окупантів. 14 травня 1921 року повстанці штурмували волвиконком та вбили багато комуністів. Через кілька днів відбувся сильний бій у лісі біля села.
У 1923 році Устивицьку волость реорганізовано в Устивицький район, а 1925 року його включено до Великобагачанського району з центром у с. Великій Багачці.
1928 року у селі організувалося сім товариств по спільному обробітку землі: «Промінь», «Єднання», «Спільна праця», «Труд», «Згода», «Гай-Колос» та «Червоний козак».
Через рік вони реорганізувалися у п'ять сільськогосподарських артілей: «Ленінський шлях», ім. Петровського, «Більшовик», ім. Жовтневої революції та «Інвалід-працівник». Артілі мали в своєму користуванні 7264 га землі. Згодом «Інвалід-працівник» приєднався до артілі «Більшовик».
Навесні 1930 року в Устивиці створено машинно-тракторну станцію, яка подавала колгоспам велику допомогу сільськогосподарською технікою, сприяла впровадженню у виробництво передових агротехнічних заходів. Першим директором МТС був А. П. Бухненко, агрономом П. Ю. Кириченко.
Селяни переконувались у перевазі колективного господарювання. Економіка колгоспів помітно зростала. Основну увагу вони спрямовували на вирощення високих врожаїв сільськогосподарських культур. Ланка Г. П. Самійленка з колгоспу ім. Жовтневої революції у 1937 році одержала по 420 ц цукрових буряків з га. Чабана цієї ж артілі В. І. Нещасного за сумлінну працю у тваринництві було нагороджено медаллю «За трудову доблесть».
У 1939 році колгосп «Більшовик», що зібрав на площі 50 га по 32,5 ц озимої пшениці, був учасником Всесоюзної сільськогосподарської виставки у Москві. А колгосп ім. Петровського здобув це право за вирощення високих врожаїв проса — 28,5 ц з га на площі 25 гектарів.
Напередодні Німецько-радянської війни устивицькі колгоспи були міцними господарствами, з року в рік зростали їх прибутки. Вони своєчасно виконували державні плани сільськогосподарських заготівель, добре оплачували працю колгоспників.
Німецько-фашистська агресія порушила щасливе життя народу. Чоловіки пішли на фронт. Збирання високого врожаю, вирощеного колгоспниками Устивиці в 1941 році, лягло на плечі стариків, жінок, дітей. При наближенні фронту жінки й молодь працювали на будівництві протитанкових укріплень.
16 вересня 1941 року Устивицю окупували німецько-фашистські війська. Окупанти запровадили «новий порядок»: створили сільську управу, навербували поліцаїв. Жителів, яких вони не вважали навіть за людей, обкладали тяжкими податками. Молодь насильно вивозили на каторжні роботи до Німеччини. 117 чол. з Устивиці працювали голодними, роздягненими і хворими на німецьких заводах, лише частина їх після війни повернулася на батьківщину.
Радянські патріоти чинили опір окупантам. Житель с. Устивиці А. Д. Бороліс, працюючи стрілочником на станції Гоголеве, повідомляв партизанський загін, очолюваний Купріяном Туткою, що діяв на території Шишацького району, про розклад руху поїздів та охорону на залізниці, допоміг зірвати залізничний міст.
Розгортала свою діяльність в Устивиці та навколишніх селах і підпільна група, очолювана секретарем Великобагачанського райкому партії І. Д. Темником. Схоплені нацистами підпільники І. Д. Темник, О. Я. Мануйленко (завідувач районного відділу народної освіти), І. Й. Бужин (працівник райвиконкому) 20 липня 1942 року були розстріляні. Після визволення села від окупантів 19 вересня 1943 року їхні останки перенесено до с. Великої Багачки і поховано на площі поблизу кінотеатру ім. Шевченка.
На фронтах Німецько-радянської війни загинуло і зникло безвісти 252 жителі Устивиці.
Великої шкоди населенню завдали окупанти. Нацисти спалили два корпуси середньої школи, лікарню, пошту, клуб, бібліотеку, радіовузол, паровий млин, приміщення колгоспних бригад і ферм, мости, понад 100 житлових будинків. Вони винищили майже всю худобу і домашню птицю. Багато людей втратили все своє майно, залишившись у тому одязі, в якому пощастило їм вискочити з підпаленої ворогом хати.
Великих зусиль доклали трудівники села, щоб відбудувати зруйноване господарство. Це наочно можна показати на історії відродження колгоспу ім. Жовтневої революції. Через рік після визволення від окупантів, восени 1944 року, артіль мала лише 6 корів, 5 свиноматок, 14 вівцематок, 90 штук птиці. Не вистачало також тягла і реманенту. Було 45 коней і 57 волів, 52 плуги, 16 сівалок, 5 жаток, 6 віялок та 1 молотарка.
Не вистачало в колгоспі і людей. Більшість чоловіків була в армії, частина — в гітлерівській неволі. На 382 двори припадало 447 працездатних, в тому числі 37 чоловіків у віці від 16 до 60 років; решта — жінки віком від 16 до 55 років.
Врожайність у колгоспі в ці роки була дуже низькою. У 1945 році артіль одержала з кожного гектара по 6,7 ц зернових і бобових культур, по 100 ц цукрових буряків, по 43 ц картоплі.
Та колгосп настійно боровся за розвиток своєї економіки. Вже через п'ять років, у 1950 році, урожайність зернових і бобових культур зросла до 11,5 ц, цукрових буряків — до 246 ц, картоплі — до 74 ц з гектара. Ланка М. П. Кодацької, наприклад, виростила на площі 6 га по 342 ц цукрових буряків з гектара.
Домігся колгосп кращих показників і по тваринництву. Наприкінці того ж 1950 року він мав уже 87 корів, 53 свиноматки, 203 вівцематки, 1459 штук птиці і 85 бджолосімей. Доярки колгоспу М. В. Чичина, М. В. Ноздратенко, Н. В. Гаркуша по надоях молока на одну корову були передовими в районі.
Артіль ім. Жовтневої революції (головою правління був Г. О. Ільченко) на початку 1951 року було занесено на районну Дошку пошани передовиків передтравневого соціалістичного змагання.
Цікаво простежити розвиток тих же галузей колгоспного виробництва ще через п'ять років. У 1955 році колгосп виростив уже по 16,6 ц зернових і бобових, 308 ц цукрових буряків, 85,7 ц картоплі з гектара. Корів було 198, свиноматок — 77, бджолосімей — 117. На 100 га сільськогосподарських угідь вироблено 120 ц молока і 13,5 ц м'яса.
Зростало і технічне озброєння колгоспу. В першій половині 1958 року після реорганізації МТС колгосп придбав 6 тракторів, 3 зернових комбайни, 10 культиваторів, 7 сівалок та іншу техніку.
В 1959 році колгосп ім. Жовтневої революції об'єднався з колгоспом ім. Калініна, який виник внаслідок об'єднання в 1950 році трьох артілей: ім. Петровського, «Більшовик» і «Ленінський шлях».
Укрупнений колгосп ім. Калініна мав 7230 га сільськогосподарських угідь, в тому числі 5308 га орної землі; вирощував озиму і яру пшеницю, кукурудзу, горох, жито і цукрові буряки, картоплю тощо.
У 1966 році з кожного гектара посіву зібрано по 18,3 ц зернобобових, зокрема, пшениці — по 19,8 ц, цукрового буряка — по 194 ц з гектара.
Значна увага приділялася тут і розвиткові тваринництва. В колгоспі було 8 приміщень для великої рогатої худоби на сто голів кожне, 7 свинарників на п'ятсот голів кожний, дві вівцеферми по 1 тис. голів кожна, птахоферма на 3 тис. голів. Був ставок площею 10 га. У 1966 році артіль вже мала 3 тис. голів великої рогатої худоби, в тому числі 857 корів; 1,8 тис. голів свиней. Надій молока на одну корову становив 2,3 тис. кілограмів.
Зміцнилась і технічна база артілі, яка того ж року мала 34 трактори, 18 зернових, кукурудзо-, силосно-, і бурякозбиральних комбайнів, 19 вантажних автомашин, 6 електромоторів.
Господарство артілі обслуговували два млини простого помолу, механічна лісопилка, майстерня по ремонту сільськогосподарських машин та інші невеликі підприємства. Всі трудомісткі роботи на полі, на фермах, в майстернях були електрифіковані і механізовані.
Великий загін спеціалістів сільського господарства очолював всі основні ділянки артілі. У 1966 році тут працювало: 4 агрономи, 4 зоотехніки, 6 ветеринарів, механік, 75 трактористів, 26 комбайнерів, 20 шоферів.
Конкретні заходи партії і уряду по піднесенню сільськогосподарського виробництва сприяли подальшому зміцненню економіки колгоспу. Про це свідчить порівняння показників господарювання в 1966 і 1955 рр. Неподільний фонд артілі зріс з 227 701 крб. у 1955 році до 1 729 883 крб. у 1966 році. Грошові доходи збільшились відповідно з 425 434 крб. до 1 205 056 крб., або майже у 3 рази.
У 1966 році артіль перевиконала завдання по валовому збору і продажу державі зерна, надою молока на фуражну корову, виробництву м'яса і яєць та по надходженню грошових доходів.
Серед передовиків колгоспного виробництва були бригада Г. Берези, що виростила по 41 ц пшениці з га, трактористка М. Полив'яна, комбайнер М. Даценко, доярки І. Калтан і П. Омеляненко, телятниця П. Дігтяр, свинарка І. Кононенко, агроном В. Кропивний, який очолював також сільськогосподарську комісію сільської ради, та інші.
На основі піднесення господарства артілі невпинно зростав добробут колгоспників. Цікаво, що фонд оплати праці членів артілі зріс з 228,6 тис. крб. у 1959 році до 518,4 тис. крб. у 1966 році, отже більше як удвічі.
Ось один з яскравих прикладів цього матеріально-культурного поступу. Батьки подружжя Івана Володимировича та Марії Іванівни Сенів кілька десятиліть у минулому гнули свої спини на багатіїв, жили в злиднях. Інакше склалась доля їхніх дітей. Іван Володимирович працював слюсарем у колгоспі, а його дружина — у ланці, діти вчилися в школі. Середня місячна зарплата обох працюючих становила 130 крб. Сім'я мала новий будинок з чотирьох кімнат, телевізор, пральну машину, мотоцикл. В їхньому господарстві була корова, 2 свині, птиця, пасіка. Сені мали власну бібліотечку, передплачували дві газети, журнал.
Село було повністю електрифіковане, струм подавала Кременчуцька ГЕС. Було прокладено 700 метрів водопроводу, пробито 8 артезіанських свердловин.
Протягом останнього десятиліття 1956—1966 рр. тут розгорнулось інтенсивне будівництво. Споруджено понад 200 житлових будинків на кам'яному фундаменті, вкритих залізом або черепицею. У 1963—1966 рр. було розширено приміщення лікарні та відбудовано головний корпус середньої школи, збудовано три клуби, приміщення для пошти.
Населення обслуговували дві швейні і взуттєва майстерні, дві їдальні, пекарня, перукарня і лазня.
Про піднесення матеріального і культурного рівня трудівників села свідчить зростання їх купівельної спроможності, збільшення обороту торгівлі товарами народного споживання. В селі працювало 10 торговельних закладів. Обсяг товарообороту Устивицького споживчого товариства в 1966 році становив 754 тис. крб., а системи громадського харчування — 86 тис. карбованців.
Протягом того ж року населенню села лише в магазинах ССТ продано 25 мотоциклів і 82 велосипеди, 5 холодильників і 29 пральних машин, 13 радіоприймачів і 31 телевізор, 392 годинники, а також 250 диванів, буфетів і гардеробів
Велику роль в житті села відігравали медичні, освітні і культурно-освітні заклади. Устивицька лікарня обслуговувала жителів Устивицької і Мар'янівської сільрад. При лікарні функціонували рентгенівський, хірургічний, фізіотерапевтичний і зубний кабінети.
В середній та початковій школах навчалося 468 учнів, працювало 39 вчителів. При середній школі було утворено групи подовженого дня на 210 учнів, був інтернат з їдальнею на 35 учнів із віддалених сіл.
У селі працювали дитячі ясла і садки, в яких виховувалися діти колгоспників, службовців і робітників.
Невпинно зростав освітній і культурний рівень громадян. Якщо до революції в Устивиці середню освіту мали сім чоловік, а вищу — 2 особи, то тепер працювали тут 70 спеціалістів з середньою спеціальною і вищою освітою. Багато людей здобуло середню освіту, а переважна більшість населення — неповну середню освіту, отже, закінчила семирічні і восьмирічні школи.
Не дивно, що в Устивиці багато людей передплачувало і читало велику кількість газет і журналів. У 1966 році село мало 40 різних назв газет (близько 2 тис. примірників), 148 назв журналів (1,2 тис. примірників), на кожну сім'ю припадало понад два примірники цих видань.
До послуг населення було 4 бібліотеки, які мали 25 тис. книг; 2 клуби на 500 місць. Щотижня глядачі могли дивитись 3-4 кінофільми, а також відвідувати вистави драматичного і слухати виступи музичного гуртків та духового оркестру. Інколи приїжджали сюди на гастролі пересувні театри, артисти Полтавської філармонії.
В новому побуті людей були і кращі традиції минулого, і нові, що народжувалися, звичаї та обряди сучасного, зокрема новорічні щедрівки і посівання, зорини та вшанування пам'яті загиблих воїнів і померлих жителів села.
Ще один цікавий факт. У 1960-х роках житель Устивиці Микола Олефіренко написав вірш, присвячений боротьбі людей проти посухи, а його земляк Микита Закладний створив музику до нього. Пісню «На засуху» виконували відтепер не тільки в Устивиці, але й у багатьох інших селах і містах України, вона ввійшла в репертуар інших самодіяльних хорових колективів республіки.
Вже кілька поколінь людей Устивиці пишається своїм славним земляком, що народився тут же, у звичайній селянській сім'ї, і став відомим хірургом і вченим — О. Т. Богаєвським (1848—1930 рр.). У селі знають, що після закінчення Полтавської гімназії і медичного факультету Київського університету Овксентій Трохимович чимало років працював земським лікарем у Миргородському повіті, а з 1883 року — старшим лікарем Кременчуцької повітової земської лікарні, де робив складні операції на стравоході, нирках, печінці. Богаєвський — автор 85 наукових праць, він створив школу хірургів-практиків, брав участь у роботі вітчизняних та міжнародних хірургічних з'їздів, був удостоєний наукового ступеня доктора медичних наук.
Заможно і культурно жили люди в Устивиці. З кожним роком красивішала вона, перетворювалася у добре впорядковане село. В центрі села — великий парк, в якому височить пам'ятник воїнам громадянської та Німецько-радянської воєн, що віддали своє життя за перемогу, за честь, свободу і незалежність Вітчизни.
Колись, до революції, селом керували староста, писар і стражник, які пильно охороняли інтереси невеличкої купки багатіїв і утискували населення. У 1960-х роках ним керували 43 депутати сільської ради на чолі з її виконкомом. Рада була обрана з авторитетних громадян села. Більшість їх мала середню і вищу освіту, здобуту за Радянської влади, це — передовики господарства і культури.
В Устивиці була профспілкова організація, яка на початку 1966 року мала 136 членів. Вона боролася за підвищення продуктивності праці і виробництва, організовувала соціалістичне змагання трудівників, дбала про культурне обслуговування, здоров'я і відпочинок трудящих.
Понад 200 юнаків і дівчат села були об'єднані в три комсомольські організації. На громадських засадах працювали народна дружина, товариський суд, жіноча рада, оборонно-спортивне товариство.
Дві первинні партійні організації, що об'єднували тоді 110 членів КПРС, очолювали боротьбу трудящих села за нові успіхи і прекрасні звершення в комуністичному будівництві.

### Голодомор 1932—1933 років
У 1932–1933 роках внаслідок Голодомору, проведеного радянською владою, у селі загинуло 930 мешканців. Збереглися свідчення про Голодомор місцевих жителів, серед яких Довгаленко А. Я. (1924 р. н.), Лугай А. Д. (1907 р. н.). У 1932 році село було занесено на «чорну дошку».
Один епізод з історії с. Устивиця, документи про який зберігаються у архіві управління СБУ в Полтавській області (Справа № 10196-с): "Справа № 10196-с з обвинувачення в організації масового виступу у селі Устивиці Великобагачанського району.
Як свідчить обвинувальний вирок, 2 травня 1932 року селяни-одноосібники Наталія Насвіт, Антон Заєць, Семен Скляр та колгоспник Федір Свищ зібрали на базарі 150 своїх односельців і оголосили, що на станцію Гоголеве прибули три вагони зерна для роздачі населенню. Натовп рушив до сільської ради з криками: «Ми голодні! Дайте нам хліба!» Однак цей похід закінчився нічим — селяни погаласували під стінами сільської ради до вечора (на момент сходки голова завбачливо втік зі свого кабінету) і розійшлися по домівках.
Та вже наступного дня, захопивши в заручники голову сільської ради та завідувача пункту «Заготзерно», натовп (переважно жінки) рушив до зерносховищ на станцію Гоголеве (за 7 км від Устивиці). Попереду несли чорний прапор як символ голоду та смерті. І вели голову сільської ради, котрого підганяли погрозливими вигуками: «Веди на станцію, усе одно ми тебе вб'ємо, сукиного сина. Задавить би його на місці! Забрали хліб, тепер віддавайте нам його назад!» Такого жаданого хліба селяни так і не отримали — міліція та залізнична охорона не допустили голодних жінок до клунь із зерном і розігнали натовп. Щоправда, до кровопролиття не дійшло.
А за кілька днів почалися арешти. Слідство дуже швидко знайшло винних, повісивши всі звинувачення на «куркульських недобитків», селян-одноосібників. Хоча насправді головним винуватцем відчайдушного походу по хліб були не люди, а злочинна влада, що організувала штучний голодомор
"І наостанок, ще одне свідчення, котре має безпосередній стосунок до Устивиці. Згадує віце-президент Академії наук вищої школи України Петро Масляк: «Мій рідний дядько Масляк Василь Андрійович, командир Червоної Армії, приїхав у 1933 році з Далекого Сходу у відпустку додому. На кордоні з Україною його зустріли „заградительные отряды“. „На Украину нельзя. Давим хохлов“, — засміявся старший, сприйнявши мого кирпатого й вилицюватого дядька за свого. Вищий чин і рішучий характер дозволили дядькові Андрію прорватися в Україну. Те, що побачив там він, людина, яка пройшла всю війну, не міг ніколи пізніше описати словами. У рідній Устивиці Великобагачанського району люди їли людей! Навколо 12-тисячного козацького села Устивиці теж стояв „заградительный отряд“. На запитання дядька-офіцера, коли знімуть військову облогу, угодований командир сказав: „Как сдохнет последний хохол“… Залишилося менше трьох тисяч осіб…»

### Сучасність
У 1990 році населення села становило 2539 осіб.
У 1991 році в селі були колгосп ім. М. І. Калініна (тваринницького напрямку), ремонтно-транспортне підприємство, середня школа, лікарня, дитсадок, Будинок культури на 460 місць, бібліотека (17,6 тис. одиниць літератури).
У 1992 році Михайлівська церква в Устивиці стала частиною УПЦ МП.
На початку лютого 2019 року 176 мешканців села Устивиця проголосували за перехід церковної громади у підпорядкування Православної церкви України. Але представники УПЦ МП заявили, що справжню церковну громаду разом із священиком не пустили на збори, а тому будуть готувати позов до суду, оскільки до громади належить стара церква (молитовний будинок) та нова, ще не введена в експлуатацію.

## Економіка
- ПП «Агроцентр 2010»
- ФГ «Устивицьке-2006»

## Об'єкти соціальної сфери
- Устивицька гімназія
- Дитячий садок
- Будинок культури
- Бібліотека

## Пам'ятки історії
- Братська могила радянських воїнів, партизанів
- Пам'ятний знак воїнам-односельчанам, загиблим (252 чол.) у період Німецько-радянської війни (1959 року)
- Меморіальна дошка на честь лікаря О. Т. Богаєвського
- В околицях села значаться 37 курганів, у тому числі:
  - компактна група з чотирьох насипів на захід від села, за 250 метрів праворуч від дороги на Мар'янівку; один — на північний захід від них, за один кілометр;
  - сім курганів за 2,5 — 3 кілометри далі на захід. Тягнуться по підвищенню ланцюжком з півночі на південь;
  - 10 курганів на околицях хутора Коломійці: три — безпосередньо біля хутора, решта — на заході і північному заході від нього;
  - між селом Устивиця і хуторами Грянчиха і Псільське — два кургани та ще два кургани на північний захід від названих хуторів;
  - два поодиноких кургани за 1 — 2 кілометри на північний схід від села Устивиця;
  - сім курганів на північ від хутора Дакалівка, на відстані 0,5 — 2,5 кілометра від нього.

## Особистості
- Богаєвський Овксентій Трохимович (25 грудня 1848 — 5 грудня 1930) — український хірург, науковець, громадський діяч.
- Калюжний Наум Михайлович (1886—1937) — політичний діяч, дипломат УСРР, член ВУЦВК.
- Кропивна Марія Іванівна (1938 р.н.) — українська радянська діячка.
- Наріжний Василь Трохимович (1780—1825) — український російськомовний письменник.
- Олефіренко Михайло Миколайович (1945 р.н.) — письменник
- Вільховий Федір Федорович (1913—1992) — Герой Соціалістичної Праці

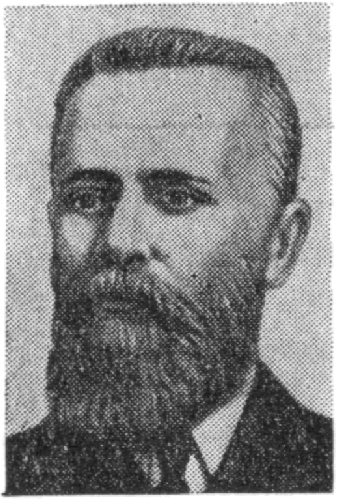
Богаєвський Овксентій Трохимович
Кропивна Марія Іванівна
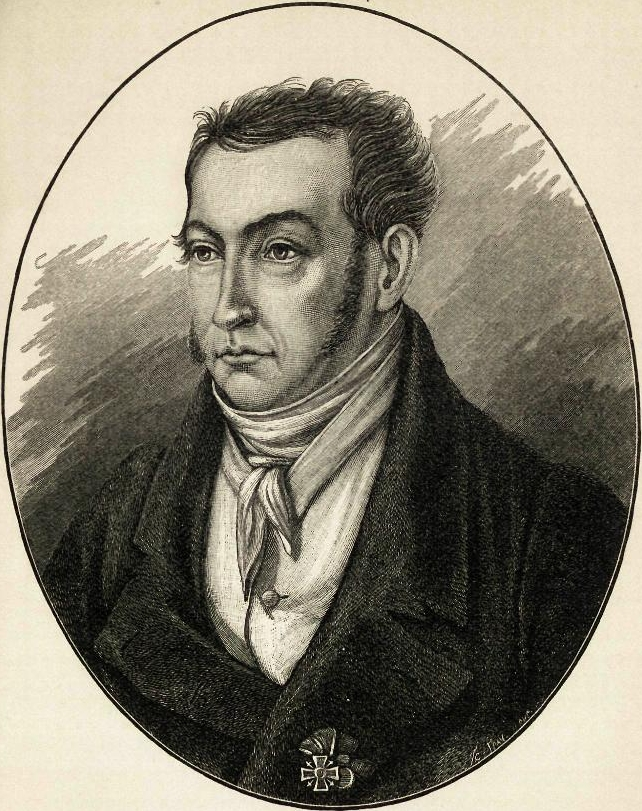
Наріжний Василь Трохимович